# Liste estnischer Auslandsvertretungen

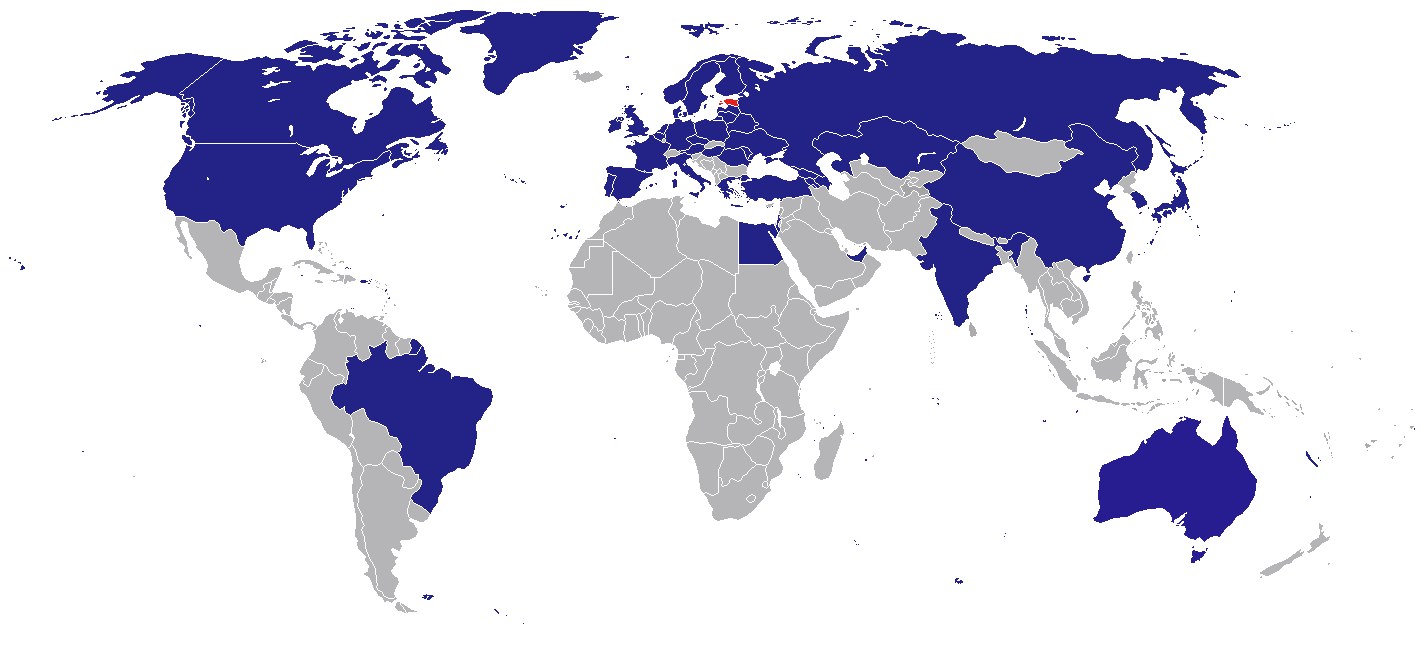
Staaten, in denen die Republik Estland diplomatische oder berufkonsularische Vertretungen unterhält

Diese Liste enthält die Auslandsvertretungen Estlands bei anderen Staaten und bei internationalen Organisationen. Honorarkonsulate wurden nicht aufgenommen.

## Botschaften und Konsulate

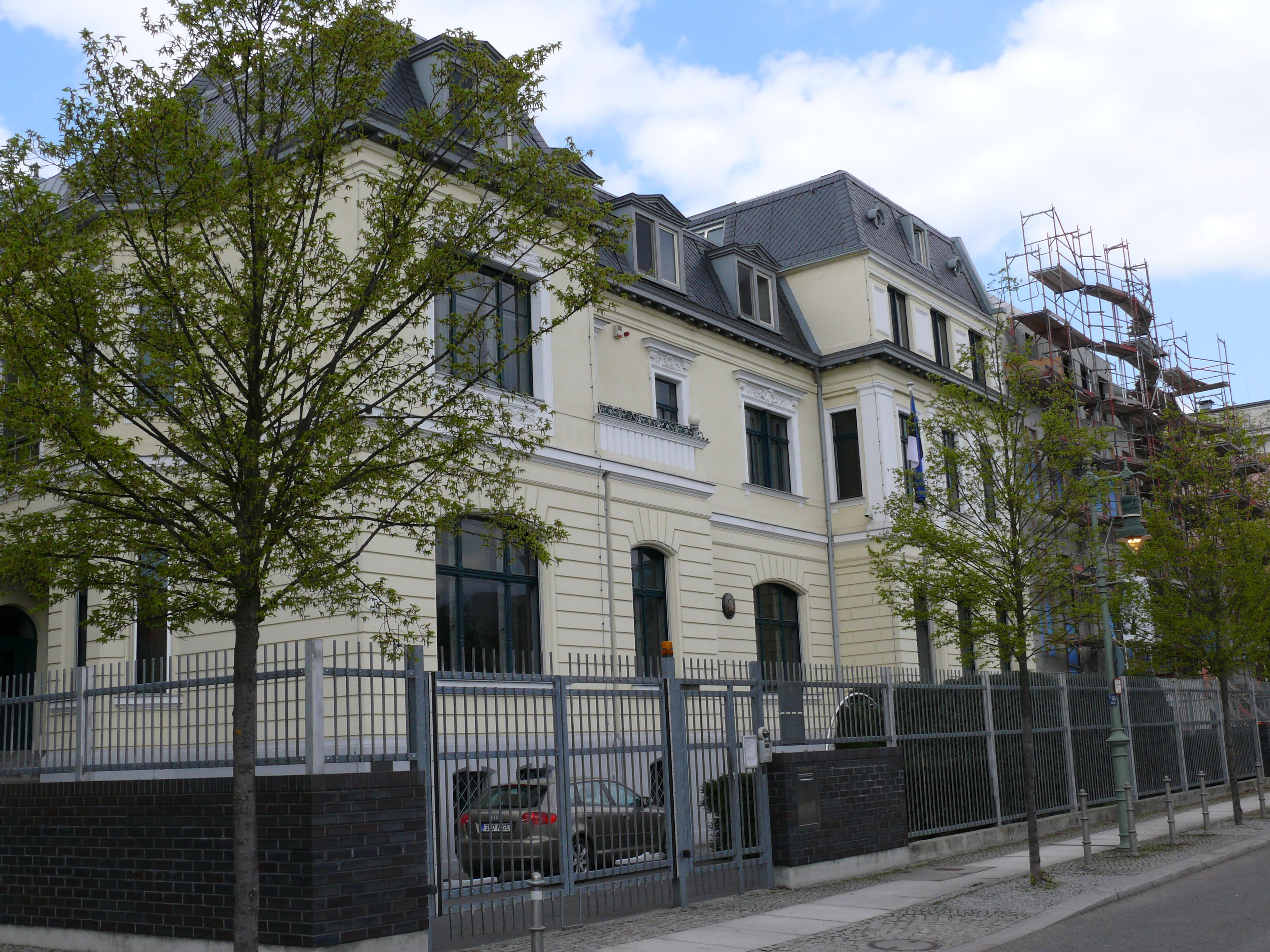
Estnische Botschaft in Berlin

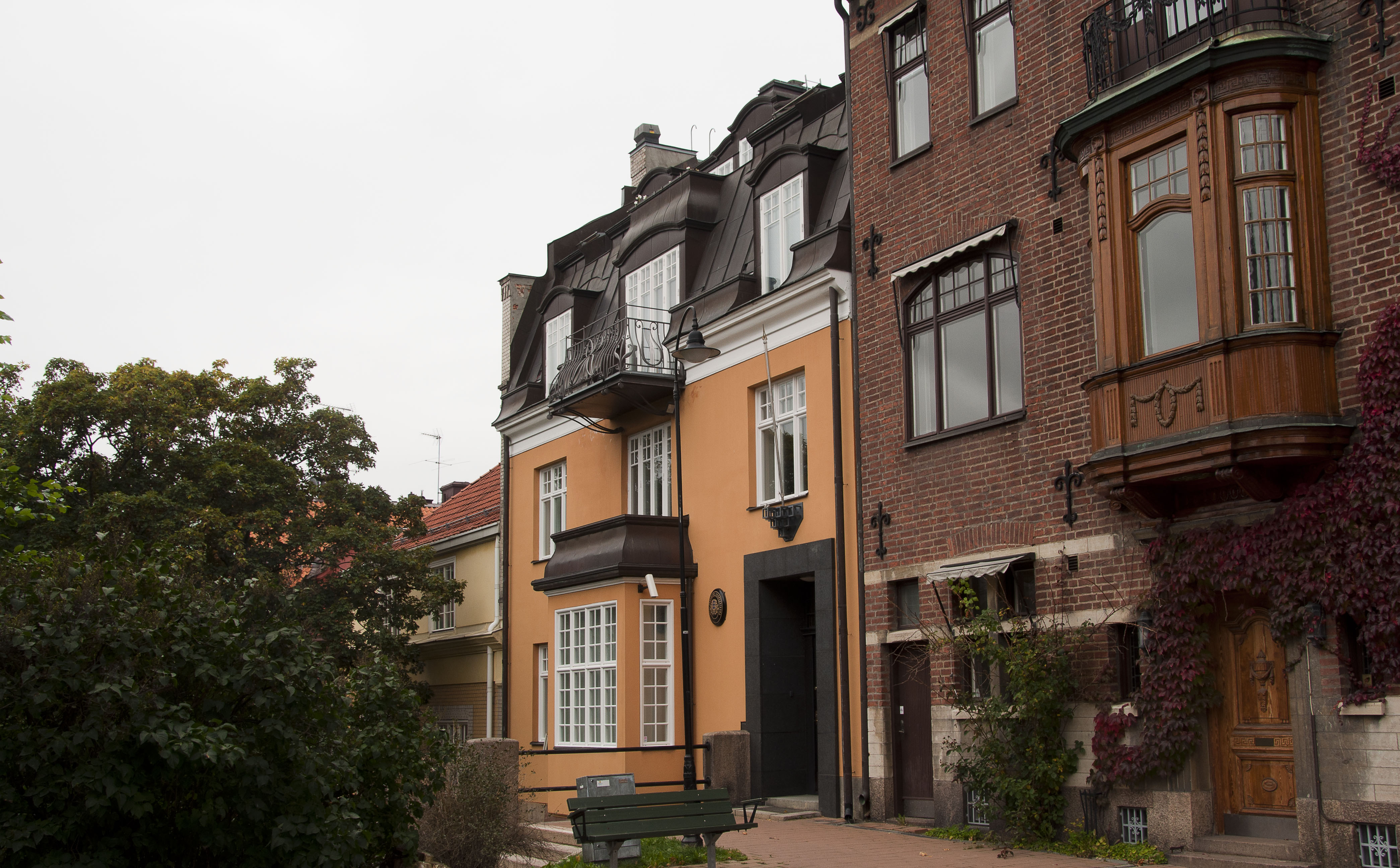
Estnische Botschaft in Stockholm

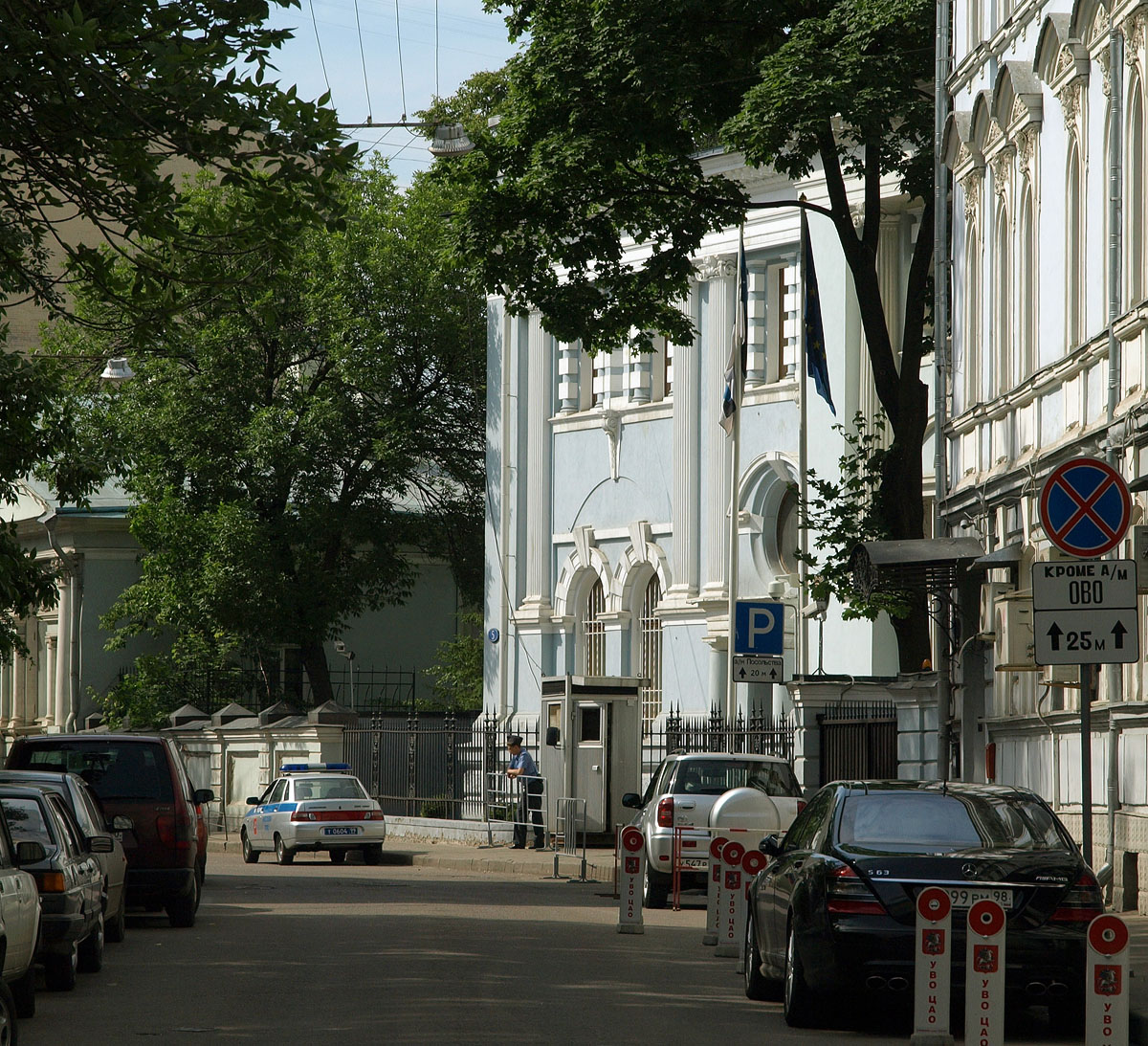
Estnische Botschaft in Moskau

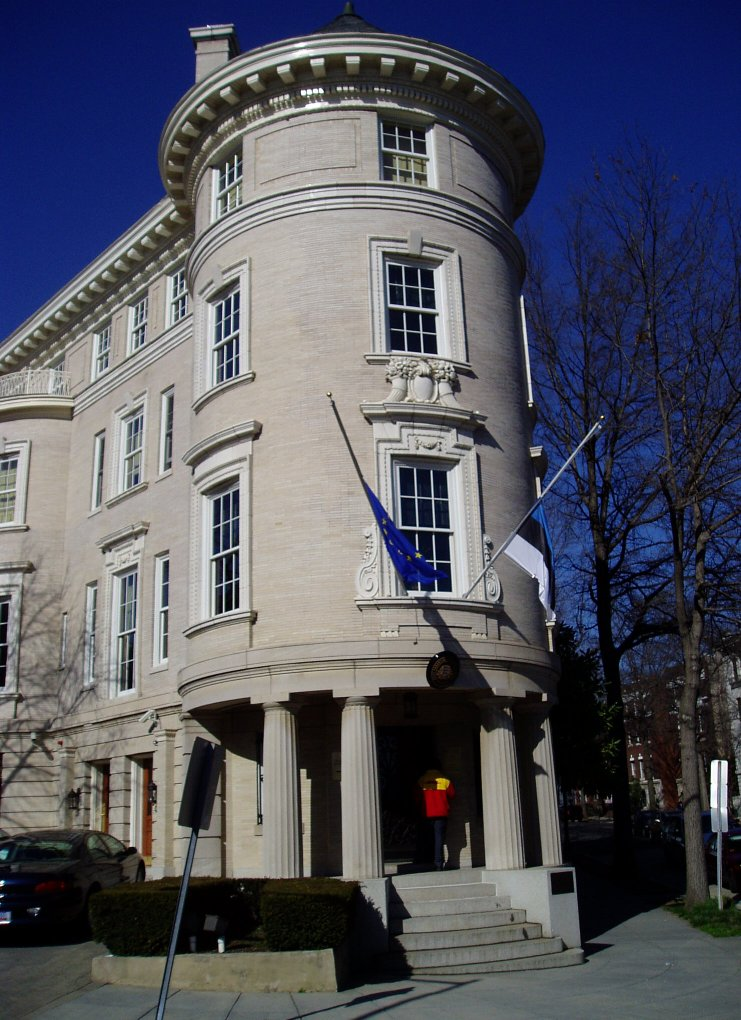
Estnische Botschaft in Washington

### Afrika
- Ägypten: Kairo, Botschaft

### Amerika
| - Kanada: Ottawa, Botschaft | - Vereinigte Staaten: Washington, D.C., Botschaft - Vereinigte Staaten: New York, Generalkonsulat |

### Asien
| - Aserbaidschan: Baku, Botschaft - Volksrepublik China: Peking, Botschaft - Volksrepublik China: Shanghai, Generalkonsulat - Indien: Neu-Delhi, Botschaft | - Israel: Tel Aviv, Botschaft - Japan: Tokio, Botschaft - Kasachstan: Astana, Botschaft |

### Australien und Ozeanien
- Australien: Canberra, Botschaft

### Europa
| - Belgien: Brüssel, Botschaft - Dänemark: Kopenhagen, Botschaft - Deutschland: Berlin, Botschaft - Finnland: Helsinki, Botschaft - Frankreich: Paris, Botschaft - Georgien: Tiflis, Botschaft - Griechenland: Athen, Botschaft - Irland: Dublin, Botschaft - Italien: Rom, Botschaft - Lettland: Riga, Botschaft - Litauen: Vilnius, Botschaft - Niederlande: Den Haag, Botschaft - Norwegen: Oslo, Botschaft - Österreich: Wien, Botschaft | - Polen: Warschau, Botschaft - Portugal: Lissabon, Botschaft - Rumänien: Bukarest, Botschaft - Russland: Moskau, Botschaft - Russland: Pskow, Generalkonsulat - Russland: Sankt Petersburg, Generalkonsulat - Schweden: Stockholm, Botschaft - Spanien: Madrid, Botschaft - Tschechien: Prag, Botschaft - Türkei: Ankara, Botschaft - Ukraine: Kiew, Botschaft - Vereinigtes Königreich: London, Botschaft - Belarus: Minsk, Botschaft |

## Ständige Vertretungen bei internationalen Organisationen
- Europarat: Straßburg, Ständige Vertretung
- Europäische Union: Brüssel, Ständige Vertretung
- NATO: Brüssel, Ständige Vertretung
- Vereinte Nationen: Genf, Ständige Vertretung
- Vereinte Nationen: New York, Ständige Vertretung
- Organisation für Sicherheit und Zusammenarbeit in Europa (OSZE): Wien, Ständige Vertretung
- Organisation der Vereinten Nationen für Erziehung, Wissenschaft und Kultur (UNESCO): Paris, Ständige Vertretung
- Ernährungs- und Landwirtschaftsorganisation der Vereinten Nationen (FAO): Rom, Ständige Vertretung
- Organisation für das Verbot chemischer Waffen (OPCW): Den Haag, Ständige Vertretung